# 39 км (зупинний пункт, Запорізька дирекція Придніпровської залізниці)
39 кіломе́тр — пасажирський залізничний зупинний пункт Запорізької дирекції Придніпровської залізниці.
Розташований біля південних околиць міста Дніпрорудне у Василівському районі Запорізької області на лінії Українська — Каховське Море між станціями Каховське Море (5 км) та Мала Білозерка (11 км).
Станом на березень 2020 року приміське пасажирське сполучення відсутнє.